# ポケコンジャーナル
『ポケコンジャーナル』（Pockecom Journal）とは、工学社が発行していたポケットコンピュータ専門の月刊誌。パソコン雑誌『I/O』の増刊号。1988年1月号が創刊号となり、第101号（1996年5月号）まで刊行。現在は、休刊となっている。旧書名は『Pockecom Journal』・『PJ』。

## 概要
ポケコン・周辺機器の紹介や新製品情報。ポケコンの歴史。投稿された自作プログラム（BASIC、C言語など）や、アセンブラ、逆アセンブラ、ROM解析が掲載される。

## 歴史
- 1988年1月1日、創刊号（1988年1月号）『Pockecom Journal』が発売。
- 1991年9月2日、発売の第45号（1991年9月号）より『PJ』に改題。
- 1993年4月20日、発売の第64号（1993年4月号）より『ポケコンジャーナル』に改題。
- 1996年3月18日、発売の第100号（1996年4月号）で次巻での休刊が告知された。
- 1996年4月26日、第101号（最終号）1996年5月号が発売。